# Charles A. Wickliffe

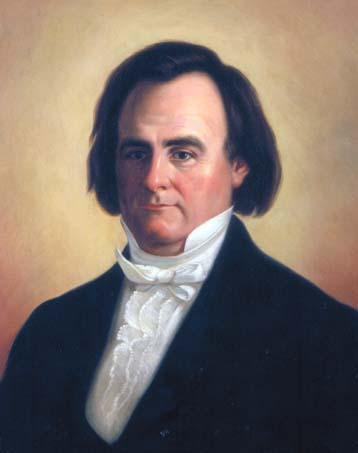
Charles A. Wickliffe

Charles Anderson Wickliffe (* 8. Juni 1788 bei Springfield, Virginia; † 31. Oktober 1869 in Ilchester, Maryland) war ein US-amerikanischer Politiker, der im Kabinett von Präsident John Tyler das Amt des US-Postministers bekleidete. Außerdem amtierte er als Gouverneur des Bundesstaates Kentucky.

## Frühe Jahre und politischer Aufstieg
Zum Zeitpunkt von Wickliffes Geburt gehörte das heutige Kentucky noch zu Virginia. Er besuchte die örtlichen Schulen und studierte anschließend Jura. Im Jahr 1809 wurde er als Anwalt zugelassen, worauf er eine Kanzlei in Bardstown eröffnete. Er nahm im Stab der Generäle Winlock und Caldwell am Britisch-Amerikanischen Krieg teil.
Seine politische Laufbahn begann im Jahr 1812 mit der Wahl in das Repräsentantenhaus von Kentucky. In den Jahren 1813, 1820, 1821 und 1833 bis 1835 wurde er ebenfalls in diese Kammer gewählt, 1834 war er Vorsitzender (Speaker) des Hauses. Dazwischen lagen zehn Jahre von 1823 bis 1833, die er im Repräsentantenhaus der Vereinigten Staaten in Washington, D.C. verbrachte. Im Jahr 1836 wurde er als Whig-Kandidat zum Vizegouverneur von Kentucky gewählt.

## Gouverneur und Postminister
Nach dem Tod von Gouverneur James Clark fiel ihm 1839 das Amt des Gouverneurs zu. In seiner nur einjährigen Amtszeit setzte er sich für eine Erhöhung der Grundsteuer ein, um die finanzielle Lage des Landes nach der Wirtschaftskrise von 1837 aufzubessern. Für weiterreichende Reformen fehlte ihm aufgrund der kurzen Amtsperiode die Zeit.
Nach dem Ende seiner Amtszeit berief ihn Präsident John Tyler als Postmaster General in sein Kabinett. Diesen Posten übte er bis zum Ende von Tylers Amtszeit im März 1845 aus.

## Weiterer Lebenslauf
Der neue Präsident James K. Polk beauftragte Wickliffe noch im Jahr 1845 mit einer geheimen Mission. Er sollte in die damals unabhängige Republik Texas reisen und den Eintritt des Landes in die USA vorbereiten. Im Jahr 1849 war Wickliffe Mitglied einer Versammlung, die die Verfassung von Kentucky überarbeitete. Er gehörte 1861 zu einer Gruppe von Politikern, die in letzter Minute durch eine Friedenskonferenz in Washington den Sezessionskrieg verhindern wollte. Dieser Versuch scheiterte und der Krieg nahm seinen Lauf. Von 1861 bis 1863 war er nochmals Abgeordneter im Kongress. Der inzwischen zur Demokratischen Partei übergetretene Politiker war 1864 Delegierter zur Democratic National Convention in Chicago, auf der George B. McClellan als Kandidat für die Präsidentschaftswahl dieses Jahres nominiert wurde.
Charles Wickliffe starb im Oktober 1869. Er war mit Margaret Cripps verheiratet, mit der er acht Kinder hatte. Sein Sohn Robert war von 1856 bis 1860 Gouverneur von Louisiana.